# 搖滾樂殺人事件
《搖滾樂殺人事件》（英語：Killed by Rock and Roll），是一部於2018年上映的懸疑驚悚電影。由楊大正、林辰唏、宋柏緯、姚愛寗、李亦捷、歐陽倫領銜主演，2018年9月14日於台灣上映。
此電影的片尾曲為「瘋人」由董事長樂團所演唱。

## 演員列表

### 主要演員
| 演員姓名 | 角色名稱 | 介紹         |
| 宋柏緯   | 小四     | 獨裁者主唱   |
| 楊大正   | 魔神仔   | 獨裁者貝斯手 |
| 林辰唏   | 愛莉絲   | 魔神仔女友   |
| 李亦捷   | LULU     | 樂團經理人   |
| 姚愛寗   | 娃娃     | 魔神仔女兒   |
| 歐陽倫   | 巫傑和   | 娃娃男友     |

### 其他演員
| 演員姓名 | 角色名稱 | 介紹             |
| 林頤原   | 黑狗     | 獨裁者吉他手     |
| 舞陽     | 布蘭卡   | 獨裁者吉他手     |
| 李奇明   | 脫線仔   | 獨裁者鼓手       |
| 劉明勳   | 萬子     | 唱片公司企劃宣傳 |
| 林志融   | 大堡     | 嘻哈偶像歌手     |
| 周自從   | Tony     |                  |
| 澎恰恰   | 阿通伯   | 樂器行老闆       |

## 外部連結
- 星泰娛樂的Facebook專頁